# 속보식 법전
속보식 법전(slip law)은 미국에서 법률이 의회를 통과할 때마다 해당 법률의 내용을 팜플렛 형식으로 소개해 놓은 법률자료를 지칭하는 말이다. 최신 법률의 내용을 가장 먼저 반영하는 간행물이다. 연방법의 경우 정부가 직접 발간하고 주 법의 경우 주정부가 개별적으로 발행한다. 민간업체인 웨스트로나 렉시스등이 발행하는 회기별 법전 속보판(Advance Session Law Services)등을 통해 자료를 입수, 검색을 하는 것이 통상적이다.

## 같이 보기
- 회기별 법전 (Session Law)

## 참고 문헌
- 외국법령 검색방법. 법제처 법제지원교류담당관실, 2004년 12월 20일[깨진 링크(과거 내용 찾기)]
- 이태희, 임홍근, 《법률영어사전》, 법문사, 2007. (ISBN 89-18-01051-6)
- 정인섭 외 공저, <해외 법률문헌 조사방법> (서울대학교출판부, 2005. 8)